# マルティン・レーブ
マルティン・フーゴ・レーブ (Martin Hugo Löb、ドイツ語: [løːp]、1921年3月31日 - 2006年8月21日) は、ドイツの数学者。第二次世界大戦後にイギリスに定住し、数理論理学を専門とした。1970年代にオランダに移住し、引退後も同国に留まった。彼は1955年にレーブの定理を定式化したことで最もよく知られている。

## 生い立ちと教育
レーブはベルリンで育ったが、第三帝国から逃れ、第二次世界大戦勃発直前にイギリスに到着した。敵国人として、彼は1940年にデュネラでオーストラリアのヘイにある抑留キャンプに送られた。19歳のレーブはそこで他の被抑留者から数学を教わった。彼の教師であったフェリックス・ベーレンドは、後にメルボルン大学の教授となった。
レーブは1943年にイギリスに戻ることを許可され、戦後ロンドン大学で学んだ。卒業後、レスター大学のルーベン・グッドスタインのもとで研究を始めた。博士号の取得後、1951年にリーズ大学の助講師 (assistant lecturer)となり、20年間勤務した。1967年から1970年まで数理論理学の準教授を務め、最終的には教授となった。レーブはリーズ大学の数理論理学グループをイギリス有数のセンターの一つに育てた。証明論、様相論理、計算可能性理論を研究し、1955年にレーブのパラドックスの形式的なバージョンとして、自身の証明可能性を主張するステートメントは真でなければならないというレーブの定理を定式化した(ゲーデルの不完全性定理に類似する)。
レーブの妻キャロラインはオランダ人であり、夫妻には2人の娘がいた。レーブは1970年代初頭にアムステルダム大学の教授に就任し、引退するまでアムステルダム大学に留まった。その後、アネンに移り、そこで死去した。